# Walther PPK
Die Walther PPK ist eine Selbstladepistole des deutschen Waffenherstellers Carl Walther GmbH Sportwaffen. Die Modellbezeichnung „PPK“ steht für Polizeipistole Kriminal. Die ursprünglich falsche Bezeichnung „Polizeipistole kurz“ ist jedoch so weit verbreitet, dass selbst der Hersteller sie teilweise verwendet. Die kompakte Bauweise der Waffe prädestinierte sie für die Verwendung durch die Kriminalpolizei und zum verdeckten Tragen.

## Geschichte
Entwickelt wurde die Walther PPK in Zella-Mehlis von Fritz Walther aus der Walther PP. Der sehr gut funktionierende Double-Action-Abzug wurde beibehalten, die Dimensionen verringert. Der einfache Aufbau, die handlich-elegante Form und die hochwertige Verarbeitung ließen die PPK schnell zu einem großen Erfolg werden.
Seit 1968 wird die Variante Walther PPK/S gefertigt. Eine weitere Variante ist die Walther PPK/E, das „E“ steht für Europa.

## Verwendung in Deutschland
Die Walther PPK wurde bereits vor dem Zweiten Weltkrieg von vielen deutschen Ländern, meist bei zivilen Einsatzkräften, als Behördenwaffe beschafft. Im und nach dem Krieg war die Waffe weit verbreitet.

### Zoll
Die Reichsfinanzverwaltung führte die Waffe im Jahr 1937 für den Zollfahndungsdienst ein; hier wurde sie bis 1943 verwendet. Nach dem Zweiten Weltkrieg wurde sie mit Billigung der Alliierten wieder an Zollfahndungsbeamte ausgegeben. Auch bei der Wehrmacht fand die Waffe ihre Anhänger, vielfach beschafften sich Offiziere die Walther PPK privat.

### Polizei
Nach 1972 wurde die Walther PPK wie die Walther PP aus dem Polizeidienst ausgesondert, da die Polizei Waffen mit dem stärkeren Kaliber 9 × 19 mm forderte. In Bayern blieben die Walther PP und PPK bis 1981/82 die reguläre Dienstwaffe der Polizei. Viele der ausgesonderten PPK wurden günstig an Erwerbsberechtigte verkauft.

## Aufbau

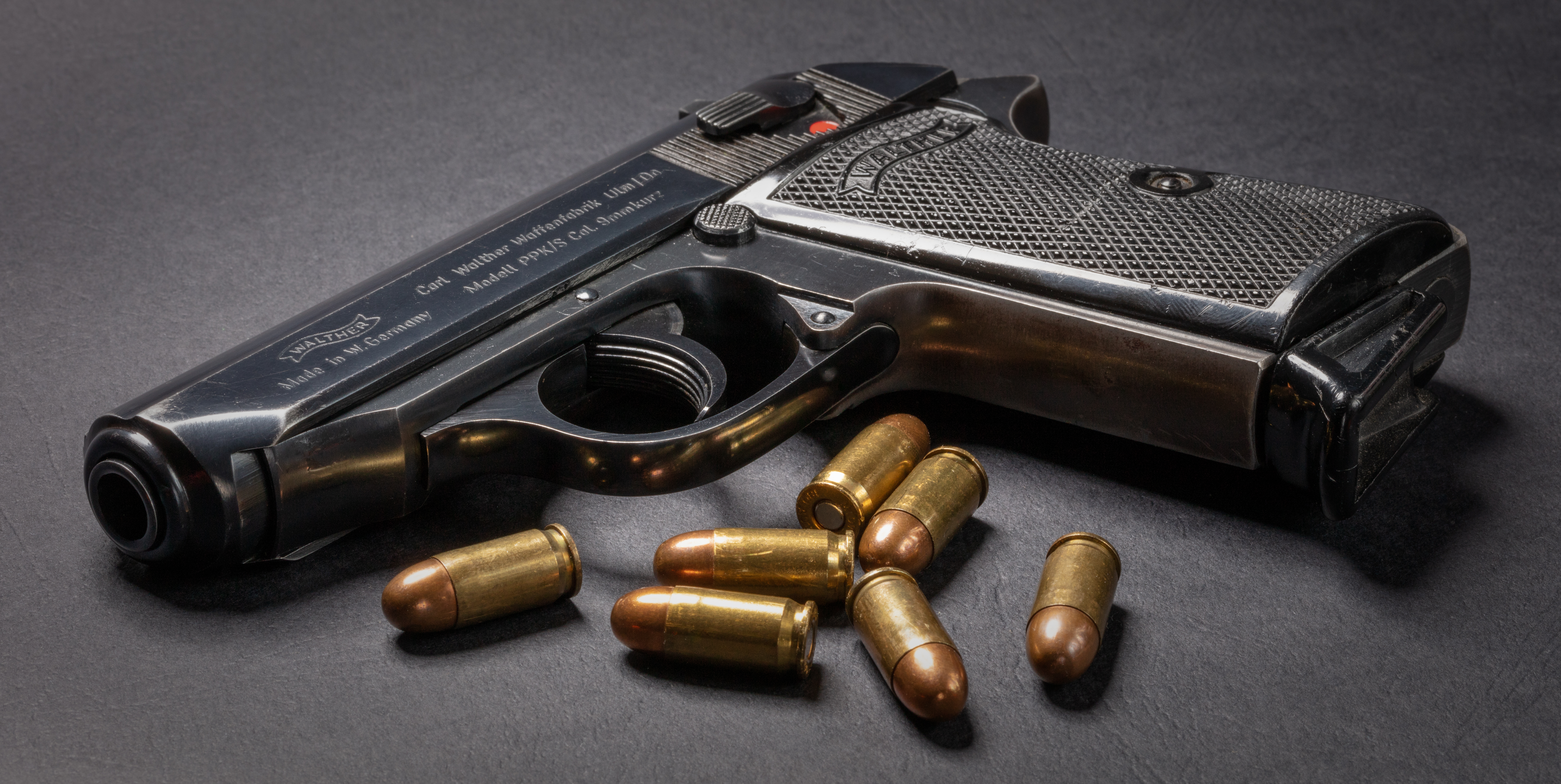
Walther PPK im Kaliber .380 ACP (9 mm kurz)

Die Walther PPK ist ein Rückdrucklader mit feststehendem Lauf und Masseverschluss. Je nach Ausführung verschießt sie schwache bis mittelstarke Patronen in den Kalibern .22 lfB, 6,35 mm Browning, 7,65 mm Browning und 9 mm kurz.
Weil auf stärkere Kaliber verzichtet wurde, reicht die Masse des Verschlussstücks als Verschluss aus. Die Verschlussfeder umschließt den Lauf, der gleichzeitig als Führungsstange dient. Durch den weitgehenden Verzicht auf bewegliche oder abkippende Teile hat die Waffe eine geringfügig höhere konstruktive Eigenpräzision als beispielsweise Waffen mit abkippendem Lauf. Die Verschlusshöhe ist dadurch geringer, was die Waffe verkleinert.
Die erfolgreichen Sicherungssysteme der Walther PP wurden bei der Walther PPK übernommen:
- Der Sicherungshebel sichert in der unteren Position die Waffe, indem er ein Auftreffen des Schlagstückes auf den Schlagbolzen verhindert. Wird er nach oben geschwenkt, ist die Waffe entsichert, was durch einen vorher vom Hebel verdeckten roten Punkt signalisiert wird.
- Durch das Abzugssystem nach dem Prinzip SA/DA (Single Action/Double Action) kann die Waffe fertiggeladen, entsichert und entspannt, aber schussbereit gefahrlos geführt werden. Wird die Waffe mit dem Sicherungshebel gesichert, entspannt dieser automatisch das Schlagstück – er dient also gleichzeitig als Entspannhebel des Spannabzugs. Zur Abgabe des ersten Schusses muss der Schütze ein höheres Abzugsgewicht überwinden (DA). Nach dem ersten Schuss ist das Schlagstück automatisch gespannt, das Abzugsgewicht liegt wesentlich niedriger (SA). Die Trefferlage kann beim Schießen aus dem SA-Zustand der Waffe positiv beeinflusst werden, da bei geringerem Abzugswiderstand Abzugsfehler des Schützen weniger Einfluss nehmen.
- Die Fallsicherung: Erst bei Durchkrümmen des Abzuges wird – kurz vor dem Schuss – ein Riegel gelöst, der bis dahin Schlagbolzen und Patronenlager trennte. Auch bei starken Erschütterungen kann sich daher kein Schuss lösen.
- Der Ladestift an der Rückseite des Verschlusses. Tritt er hervor, befindet sich eine Patrone in der Kammer. Der Stift ist bei Dunkelheit deutlich ertastbar.

Hinter dem Abzug liegt auf dem Griffstück der Druckknopf des Magazinhalters, der bei Betätigung das Magazin freigibt.
Die Walther PPK besaß anfänglich noch eine kleine Abdeckplatte über dem Schlagbolzen, die sich nach dem Krieg als unnötig erwies und entfiel. Es gibt Ausführungen der Walther PPK mit Griffstücken aus Duraluminium, die ca. 40 g Gewicht im Verhältnis zu den aus Stahl gefertigten Griffstücken einsparen, und Ausführungen in rostträgem Stahl (Stainless Steel).
Nicht in Serie gingen Prototypen mit doppelreihigen Magazinen für 10 und 13 Patronen.
Neuere, in den USA gefertigte PPK und PPK/S haben ein im oberen hinteren Bereich („Beaver Tail“) verlängertes Griffstück, um das beim Repetieren etwas lästige „Beißen“ („Hammer Bite“) des Hahns in die Schusshand, bekannt von älteren Modellen PP und PPK, zu verhindern.

### Unterschiede zur Walther PP
Die PPK unterscheidet sich durch einen kürzeren Lauf und Schlitten und ein kürzeres Griffstück von der Walther PP. Die geringeren Abmessungen und ihr geringeres Gewicht machen die PPK etwas führiger und begünstigen das verdeckte Tragen. Durch die kürzere Visierlinie und den kürzeren Lauf verringert sich die Treffgenauigkeit. Für Schützen mit großen Händen gibt es ein Magazin mit Magazinverlängerung zur Auflage des kleinen Fingers.

## Varianten

### PPK/L
In den Produktionsjahren vor dem Zweiten Weltkrieg entstand eine Variante der Walther PPK, die PPK/L („L“ für „leicht“), deren Rahmen aus Dural gefertigt war.

### PPK/S
Die Variante PPK/S, das Kürzel „S“ steht für „Sport“, wurde speziell für den US-amerikanischen Waffenmarkt geschaffen. Nach dem Gun Control Act von 1968 mussten Pistolen, die als Sportwaffen in die USA importiert werden sollten, bestimmte minimale Abmessungen aufweisen. Um diesen Abmessungen zu entsprechen, wurden das größere Griffstück der Walther PP und die Lauf-/Verschlussgruppe der Walther PPK verwendet. Die Walther PPK/S wird überwiegend im Kaliber 9 mm kurz produziert.

### PPK/E
Das Modell PPK/E, das Kürzel „E“ steht für Europa, ist eine in Lizenz gefertigte und im Preis reduzierte Variante mit einigen kleinen Änderungen am Griffstück (Magazinverlängerung) und geänderten Fertigungstechniken.

## Nachbauten
Von den Walther-Polizeipistolen gibt es eine Reihe lizenzierter und unlizenzierter Nachbauten. Ein Lizenznehmer war das französische Unternehmen Manurhin.
Das Prinzip der Waffen wurde von mehreren Herstellern aufgegriffen, um eigene Konstruktionen zu entwickeln. Ein bekanntes Beispiel hierfür ist die Pistole Makarow.

## Im Film
Der fiktionale britische Geheimagent James Bond verwendet eine Walther PPK seit dem ersten Film „007 jagt Dr. No“ bis einschließlich „Der Morgen stirbt nie“, in dessen Verlauf sie durch die modernere Walther P99 ersetzt wird. Ab dem Film "James Bond 007 - Ein Quantum Trost" kehrt Bond wieder zurück zur PPK. 